# Піймай шахрайку, якщо зможеш
«Піймай шахрайку, якщо зможеш» (англ. Identity Thief, дослівно «Викрадачка особистостей») — американська кримінальна кінокомедія режисера Сета Ґордона, що вийшла 2013 року. Стрічка розповідає про чоловіка, чиї особисті дані були використані шахрайкою. У головних ролях Джейсон Бейтман, Меліса Маккарті, Джон Фавро.
Уперше фільм продемонстрували 7 лютого 2013 року у Хорватії. В Україні у широкому кінопрокаті показ фільму розпочався 27 листопада 2014.

## Сюжет
Менеджер середньої ланки Сенді Паттерсон одного дня дізнається, що у нього у банку не залишилось грошей, а рахунки заблоковані. Виявляється, що його загублені документи знайшла шахрайка Діана і тринькає гроші Сенді. Тепер чоловікові не залишається нічого, окрім як знайти шахрайку самостійно.

## Творці фільму

### У ролях
| Актор            | Роль                                             |
| ---------------- | ------------------------------------------------ |
| Джейсон Бейтман  | Сенді Біґелоу Паттерсон менеджер середньої ланки |
| Меліса Маккарті  | Діана шахрайка                                   |
| Джон Фавро       | Гарольд Корніш начальник Сенді                   |
| Аманда Піт       | Тріш Паттерсон дружина Сенді                     |
| Джон Чо          | Деніел Кейсі колега по роботі Сенді              |
| T.I.             | Джуліан злочинець                                |
| Ґенезіс Родрігес | Марісоль злочинниця                              |
| Моріс Честнат    | Рейлі детектив поліції                           |
| Роберт Патрік    | боржник                                          |
| Ерік Стоунстріт  | Чак                                              |
| Джонатан Бенкс   | Паоло Гордон                                     |
| Еллі Кемпер      | працівниця стоянки Фло (в титрах не зазначена)   |
| Кларк Дюк        | Еверетт (в титрах не зазначений)                 |

### Знімальна група
- Кінорежисер — Сет Ґордон
- Сценарист — Крейґ Мазін
- Кінопродюсери — Памела Ебді, Джейсон Бейтман і Скотт Стубер
- Виконавчі продюсери — Дан Колсруд і Пітер Морґан
- Композитор — Крістофер Леннерц
- Кінооператор — Хав'єр Агірресаробе
- Кіномонтаж — Пітер Тешнер
- Підбір акторів — Ліза Біч і Сара Кацман
- Художник-постановник — Шеперд Франкель
- Артдиректор — Ендрю Макс Кан
- Художник по костюмах — Керол Ремсі[6].

## Сприйняття

### Оцінки
Фільм отримав загалом погані відгуки: Rotten Tomatoes дав оцінку 19 % на основі 162 відгуків від критиків (середня оцінка 4,1/10) і 53 % від глядачів зі середньою оцінкою 3,4/5 (191 672 голоси). Загалом на сайті фільми має погані оцінки, фільму зарахований «гнилий помідор» від кінокритиків і «розсипаний попкорн» від глядачів, Internet Movie Database — 5,7/10 (92 308 голосів), Metacritic — 35/100 (41 відгук критиків) і 4,9/10 від глядачів (176 голосів). Загалом на цьому ресурсі від критиків фільм отримав погані відгуки, а від глядачів — змішані.

### Касові збори
Під час прем'єрного показу у США, що розпочався 8 лютого 2013 року, протягом першого тижня фільм показали у 3 141 кінотеатрі і він зібрав 34 551 025 $, що на той час дозволило йому зайняти 1 місце серед усіх прем'єр. Показ фільму тривав 119 днів (17 тижнів) і завершився 6 червня 2013 року, зібравши у прокаті у США 134 506 920 доларів США, а у решті світу 39 458 090 $ (за іншими даними 40 854 658 $), тобто загалом 173 965 010 доларів США (за іншими даними 175 361 578 $) при бюджеті 35 млн доларів США.

### Виноски
1. 1 2  Identity Thief: Release Info (англ.). Internet Movie Database. Архів оригіналу за 18 березня 2013. Процитовано 10 лютого 2016.
2. 1 2  Піймай шахрайку, якщо зможеш. Kino-teatr.ua. Архів оригіналу за 1 вересня 2016. Процитовано 10 лютого 2016.
3. 1 2 3 4 5 6  Identity Thief (англ.). Box Office Mojo. Архів оригіналу за 17 лютого 2013. Процитовано 10 лютого 2016.
4. 1 2 3 4 5 6  Identity Thief (2013) (англ.). The Numbers. Архів оригіналу за 6 березня 2016. Процитовано 10 лютого 2016.
5. ↑  Identity Thief (2013) (англ.). AllMovie. Архів оригіналу за 5 березня 2017. Процитовано 10 лютого 2016.
6. ↑  Identity Thief: Full Cast & Crew (англ.). Internet Movie Database. Архів оригіналу за 26 серпня 2021. Процитовано 10 лютого 2016.
7. ↑  Identity Thief (англ.). Rotten Tomatoes. Архів оригіналу за 10 лютого 2016. Процитовано 10 лютого 2016.
8. ↑  Identity Thief (англ.). Internet Movie Database. Архів оригіналу за 17 липня 2017. Процитовано 10 лютого 2016.
9. ↑  Identity Thief (англ.). Metacritic. Архів оригіналу за 17 лютого 2013. Процитовано 10 лютого 2016.